# Peter Neve (Bauforscher)
Peter Neve (* 3. April 1929 in Malente; † 25. Januar 2014) war ein deutscher Bauforscher. Sein wissenschaftliches Leben verbrachte er bei den Ausgrabungen des Deutschen Archäologischen Instituts in der Hauptstadt der Hethiter, in Ḫattuša.
Peter Neve absolvierte zunächst eine Lehre als Zimmermann und studierte dann von 1951 bis 1957 Architektur an der TH Hannover. 1969 wurde er mit einer Arbeit zu Regenkult-Anlagen in Bogazköy-Hattuša. Ein Deutungsversuch an der TU Berlin promoviert.
In Hattuša war Neve seit 1954 Mitarbeiter, seit 1957 ständiger Mitarbeiter, seit 1963 örtlicher Grabungsleiter und von 1978 bis 1993 als Nachfolger Kurt Bittels Gesamtleiter der Forschungen. 1974 bis 1993 war er zudem Leiter der Außenstelle Ankara der Abteilung Istanbul des Deutschen Archäologischen Instituts. Seine seit den 1960er Jahren konsequent durchgeführten Konservierungs- und Restaurierungsmaßnahmen führten zur Umwandlung des Grabungsgebietes in ein archäologisches Freilichtmuseum und 1986 zur Aufnahme unter das UNESCO-Welterbe. Mit seinen Ausgrabungen in verschiedenen Bereichen der Stadt und damit verbundenen spektakulären Funden hat er nicht nur bahnbrechende Erkenntnisse zur Geschichte der Stadtanlage, sondern auch zur Geschichte des hethitischen Reiches ermöglicht. Seine Nachfolge als Grabungsleiter trat 1994 Jürgen Seeher an.
Neve war ordentliches Mitglied des Deutschen Archäologischen Instituts und Ehrenmitglied des Türkischen Instituts für Altertumswissenschaften (Türk Eskiçağ Bilimleri Enstitüsü). 1989 wurde ihm die Ehrendoktorwürde der Boğaziçi-Universität in Istanbul für seinen außerordentlichen Beitrag zur archäologischen Forschung in Anatolien verliehen. 1993 wurde er mit dem Verdienstkreuz 1. Klasse des Verdienstordens der Bundesrepublik Deutschland ausgezeichnet, und in diesem Jahr erschien auch Band 43 der Istanbuler Mitteilungen als Festschrift für Peter Neve. 2005 wurde er zum Ehrenbürger von Boğazkale, dem früheren Boğazköy, auf dessen Gelände die Ruinen der Hethiterhauptstadt liegen, ernannt.

## Schriften
- Regenkult-Anlagen in Boğazköy-Hattuša. Ein Deutungsversuch (= Istanbuler Mitteilungen. Beiheft 5, ISSN 0418-9701). Wasmuth, Tübingen 1971 (zugleich Dissertation, Technische Universität Berlin (West) 1969).
- Büyükkale: Die Bauwerke. Grabungen 1954–1966 (= Boğazköy-Ḫattuša. Band 12). Mann, Berlin 1982, ISBN 3-7861-1252-5.
- Ḫattuša. Stadt der Götter und Tempel. Neue Ausgrabungen in der Hauptstadt der Hethiter (= Antike Welt. Sonderheft). Philipp von Zabern, Mainz 1992 (auch: (= Zaberns Bildbände zur Archäologie. Band 8). Philipp von Zabern, Mainz 1993, ISBN 3-8053-1478-7 (2., erweiterte Auflage. ebenda 1996)).
- Die Oberstadt von Hattuša: Die Bauwerke. Teil 1: Die Bebauung im zentralen Tempelviertel (= Boğazköy-Ḫattuša. Band 16). Gebr. Mann, Berlin 1999, ISBN 3-7861-2262-8.
- Die Oberstadt von Hattuša: Die Bauwerke. Teil 2: Die Bastion des Sphinxtores und die Tempelviertel am Königs- und Löwentor (= Boğazköy-Ḫattuša. Band 17). Gebr. Mann, Berlin 2000, ISBN 3-8053-2706-4.
- Die Oberstadt von Hattuša: Die Bauwerke. Teil 3: Die Bebauung im südlichen Vorfeld von Büyükkale: Nişantepe – Südburg – Ostplateau (Grabungen 1988–1993) (= Boğazköy-Ḫattuša. Band 20). Walter de Gruyter, Berlin/Boston 2018, ISBN 978-3-11-059831-5.